# Hymenomima subsordida
Hymenomima subsordida är en fjärilsart som beskrevs av W. Warren 1901. Hymenomima subsordida ingår i släktet Hymenomima och familjen mätare. Inga underarter finns listade i Catalogue of Life.